# Georg Kupke (Archivar)
Georg Kupke (* 5. September 1866 in Posen; † 22. Januar 1950 in Berlin) war ein deutscher Historiker und Archivar.

## Leben und Wirken
Nach dem Besuch des Wilhelmsgymnasiums in Posen von 1876 bis 1888 studierte Georg Kupke bis 1892 Geschichte, Geographie und Nationalökonomie an den Universitäten Breslau, Berlin und Halle. An der Universität Halle promovierte er 1891. Zunächst war er am Deutschen Historischen Institut in Rom beschäftigt und zwar an dem Projekt Nuntiaturberichte aus Deutschland. Im Archivwesen arbeitete Kupke von 1901 bis etwa 1931, zuerst bis 1911 am Staatsarchiv Posen, von 1911 bis 1918 am Staatsarchiv Schleswig und danach am Staatsarchiv Stettin.

## Schriften
- Das Reichsvicariat und die Stellung der Reichsgrafen bei Rhein bis zu Sigismunds Zeit. Dissertation Universität Halle 1891 (Digitalisat).
- Eine Relation (des spanischen Gesandten Horatio Borghese) über den Preussischen Hof vom Jahre 1795. In: Quellen und Forschungen aus Italienischen Archiven und Bibliotheken. Bd. 1 (1898), S. 261–280.
- Beiträge zur Geschichte der Katholischen Mission in Tilsit im vorigen Jahrhundert. In: Quellen und Forschungen aus italienischen Archiven und Bibliotheken, Bd. 2 (1899), S. 116–139.
- Die Audienz des päpstlichen Nuntius am Hofe in Dresden, Monsignore Arezzo bei Napoleon I. in Berlin. In: Zeitschrift für Kirchengeschichte, Bd. 21 (1901), S. 435–444.
- (Bearb.): Nuntiaturen des Pietro Bertano und Pietro Camaiani 1550–1552 (= Nuntiaturberichte aus Deutschland, Abt. 1, Bd. 12). Bath, Berlin 1901.
- Das Fest zur Erinnerung an die Einführung des Christentums in Polen. In: Historische Monatsblätter für Posen, Bd. 8 (1907), S. 105–114.
- Geschichte der Familie Uecker. 2. Aufl. Bergas, Schleswig 1911.
- Das Archiv der Blomeschen Fideikommißgüter Dobersdorf, Schädtbek und Hagen. In: Zeitschrift der Gesellschaft für Schleswig-Holsteinische Geschichte. Bd. 41 (1911), S. 303–305 (Digitalisat).
- Briefwechsel zwischen dem Grafen Hermann Baudissin und Geheimrat Samwer. Ein Beitrag zur Geschichte von Schleswig-Holstein in den Jahren 1863 und 1864. In: Harry Schmidt / Georg Kupka: Nachlaß-Inventar des Malers Jürgen Ovens (= Quellensammlung / Gesellschaft für Schleswig-Holsteinische Geschichte, Bd. 7). Haessel, Leipzig 1913.
- (Hrsg.): Vor fünfzig Jahren. Briefwechsel zwischen Karl Lorentzen und den Führern der Augustenburgischen Partei; 1863–1866 (= Quellen und Forschungen zur Geschichte Schleswig-Holsteins, Bd. 2). Haessel, Leipzig 1914 (Nachdruck: Minerva, Frankfurt/M. 1968).
- Die Stadt Schleswig und ihr Anrecht auf die Schleifischerei. Eine historische Entwicklung bis zum Jahr 1915. Bergas, Schleswig 1916.
- Bericht über die Verzeichnung der kleineren nichtstaatlichen Archive des Kreises Stolp in Pommern. Saunier, Stettin 1929.
- Familiengeschichte derer von Gerlach. Bd. 1. Herrcke & Lebeling, Stettin 1929.
- Bericht über die Verzeichnung der kleineren nichtstaatlichen Archive des Kreises Köslin. Saunier, Stettin 1930.
- Bericht über die Verzeichnung der kleineren nichtsstaatlichen Archive der Kreise Kammin und Greifenberg. Saunier, Stettin 1933.